# Speedy Gonzales: Los Gatos Bandidos
Speedy Gonzales: Los Gatos Bandidos est un jeu vidéo développé par Sunsoft et édité par Acclaim sortie sur Super Nintendo en août 1995 en Amérique du Nord. Le jeu est une adaptation du cartoon Speedy Gonzales.

## Système de jeu
Le joueur dirige Speedy Gonzales qui part en mission de sauver les souris mexicaines qui ont été capturées par Los Gatos Bandidos, une bande de bandits félins dirigée par Grosso Mineto.

## Accueil et critiques
Le site internet AllGame lui a donné une note de 2.5 sur 5 points. Le magazine GamePro, édition novembre 1995 a donné au jeu un pointage de 2.5 sur 5.

## Version non autorisée
Une version piratée, Sonic the Hedgehog 4, est sortie en 1996. Il s'agit d'un hack du jeu Speedy Gonzales: Los Gatos Bandidos développée par Twin Eagles Group (un groupe de programmeurs de jeux vidéo originaire du Pérou).
Le jeu reprend les éléments du jeu Speedy Gonzales: Los Gatos Bandidos, à l'exception de certain sprites.
Le joueur prend le contrôle de Sonic qui doit ramasser les anneaux et libérer Mario emprisonné dans des cages. Pas grand chose du jeu original n'a été remplacé. Cependant, toute trace du jeu original a été supprimée, et les niveaux ont subi une restructuration importante. La musique a entièrement été tirée du jeu original, malgré une réorganisation de la bande-sonore. Sonic 4 inclut des sprites 16-bits issus des jeux Sonic the Hedgehog, Sonic the Hedgehog 2 et Sonic the Hedgehog 3.
Pour des raisons inconnues, trois phases du jeu Speedy Gonzales: Los Gatos Bandidos furent écartées de Sonic 4. Il reste possible d'y accéder en inter-changeant les sauvegardes avec celles du jeu original, à partir d'un émulateur.